# Nákladová inflace
Nákladová inflace je inflace vyvolaná růstem nákladů (zpravidla výrobních nákladů). Dojde přitom k posunu nabídkové křivky, a tím k růstu ceny. Příkladem je ropná krize v 70. letech, kdy pokles dodávky ropy vedl k růstu cen vstupů a zvýšení cenové hladiny.